# Gémigny
Gémigny és un municipi francès, situat al departament del Loiret i a la regió de Centre – Vall del Loira. L'any 2007 tenia 181 habitants.

## Demografia

### Població
El 2007 la població de fet de Gémigny era de 181 persones. Hi havia 74 famílies, de les quals 12 eren unipersonals (8 homes vivint sols i 4 dones vivint soles), 25 parelles sense fills, 33 parelles amb fills i 4 famílies monoparentals amb fills.
La població ha evolucionat segons el següent gràfic:
Habitants censats

### Habitatges
El 2007 hi havia 80 habitatges, 72 eren l'habitatge principal de la família, 3 eren segones residències i 5 estaven desocupats. Tots els 80 habitatges eren cases. Dels 72 habitatges principals, 63 estaven ocupats pels seus propietaris, 6 estaven llogats i ocupats pels llogaters i 2 estaven cedits a títol gratuït; 3 tenien dues cambres, 9 en tenien tres, 12 en tenien quatre i 47 en tenien cinc o més. 64 habitatges disposaven pel capbaix d'una plaça de pàrquing. A 25 habitatges hi havia un automòbil i a 45 n'hi havia dos o més.

### Piràmide de població
La piràmide de població per edats i sexe el 2009 era:
| Homes | Edats   | Dones |
| ----- | ------- | ----- |
| 0     | 95 o +  | 0     |
| 0     | 90 a 94 | 0     |
| 4     | 85 a 89 | 4     |
| 0     | 80 a 84 | 0     |
| 4     | 75 a 79 | 4     |
| 0     | 70 a 74 | 4     |
| 0     | 65 a 69 | 8     |
| 8     | 60 a 64 | 4     |
| 4     | 55 a 59 | 0     |
| 0     | 50 a 54 | 8     |
| 8     | 45 a 49 | 0     |
| 8     | 40 a 44 | 0     |
| 8     | 35 a 39 | 8     |
| 4     | 30 a 34 | 8     |
| 4     | 25 a 29 | 12    |
| 0     | 20 a 24 | 0     |
| 4     | 15 a 19 | 0     |
| 4     | 10 a 14 | 0     |
| 12    | 5 a 9   | 4     |
| 16    | 0 a 4   | 4     |

## Economia
El 2007 la població en edat de treballar era de 115 persones, 96 eren actives i 19 eren inactives. De les 96 persones actives 92 estaven ocupades (49 homes i 43 dones) i 4 estaven aturades (2 homes i 2 dones). De les 19 persones inactives 9 estaven jubilades, 4 estaven estudiant i 6 estaven classificades com a «altres inactius».

### Ingressos
El 2009 a Gémigny hi havia 76 unitats fiscals que integraven 206 persones, la mediana anual d'ingressos fiscals per persona era de 20.788 €.

### Activitats econòmiques
Dels 7 establiments que hi havia el 2007, 1 era d'una empresa extractiva, 1 d'una empresa de fabricació d'altres productes industrials, 1 d'una empresa de construcció, 2 d'empreses de transport, 1 d'una empresa de serveis i 1 d'una empresa classificada com a «altres activitats de serveis».
Dels 2 establiments de servei als particulars que hi havia el 2009, 1 era un taller de reparació d'automòbils i de material agrícola i 1 guixaire pintor.
L'any 2000 a Gémigny hi havia 12 explotacions agrícoles que ocupaven un total de 945 hectàrees.

## Equipaments sanitaris i escolars
El 2009 hi havia una escola elemental integrada dins d'un grup escolar amb les comunes properes formant una escola dispersa.

## Poblacions més properes
El següent diagrama mostra les poblacions més properes.